# 夸恩贝克
夸恩贝克是德国石勒苏益格－荷尔斯泰因州的一个市镇。总面积16.18平方公里，总人口1788人，其中男性852人，女性936人（2011年12月31日），人口密度111人/平方公里。

## 其它
夸恩贝克邻近基爾運河。2015年12月，两名以色列摩萨德特工奉命来到夸恩贝克，监督以色列从德国购买的一艘潜艇出港，却不慎将车辆陷在泥中。车辆所陷之处是当地禁止进入的区域。两名特工找当地人帮忙拖车，却引起了怀疑，当地人叫来了警察。警察检查发现两人的车里藏有冲锋枪，两人只好亮明身份，警察帮助他们把车拖了出来。镇政府后来要求以色列驻德国大使馆向小镇支付1263.01欧元拖车费。